# Aeroportul Pueblo Memorial
Aeroportul Pueblo Memorial (IATA: PUB, ICAO: KPUB, FAA LID: PUB) este un aeroport din Pueblo⁠(d), Comitatul Pueblo, Colorado, Colorado, Statele Unite ale Americii ce deservește zona Pueblo⁠(d). Aeroportul a fost tranzitat în 2019 de 24.460 de pasageri. A fost numit după zona deservită.
Situat la o altitudine de 1.441 m, aeroportul dispune de 3 piste.

## Infrastructură

### Piste
Aeroportul dispune de 3 piste: 
- pista 08L/26R din asfalt, cu dimensiunile 4.690 picioare × 75 picioare
- pista 08R/26L din asfalt, cu dimensiunile 10.496 picioare × 150 picioare
- pista 17/35 din asfalt, cu dimensiunile 8.310 picioare × 150 picioare